# MS Liberty of the Seas
Liberty of the Seas је крузер "Freedom" класе "Royal Caribbean International". Брод је дугашак 338 метара и широк 56 метара. Четврти је путнички брод по величини у свијету. Може да прими и до 4.600 путника и 1.300 чланова посаде. На прво путовање отишао је 19. маја 2007. године. 